# ناحیه اکمی، شهرستان هتینگر، داکوتای شمالی
شهرستان اکمی، بخش هتینگر، شمال دکونتا (به انگلیسی: Acme Township, Hettinger County, North Dakota) در ایالات متحده آمریکا است که در داکوتای شمالی واقع شده‌است.

## خصوصیات
شهرستان اکمی ۹۳٫۳ کیلومترمربع مساحت و ۳۷ نفر جمعیت دارد و ۷۶۴ متر بالاتر از سطح دریا واقع شده‌است.